# Iván Valladares
Iván C. Valladares Massa (ur. 6 maja 1965 w Limie) – peruwiański zapaśnik walczący w obu stylach. Olimpijczyk z Los Angeles 1984, gdzie odpadł w eliminacjach w kategorii 68 kg, w stylu wolnym.
Zdobył trzy złote medale na mistrzostwach Ameryki Południowej w 1983 i 1985. Srebrny medalista igrzysk boliwaryjskich w 1981 i 1985 roku.